# パッペンハイマー小体

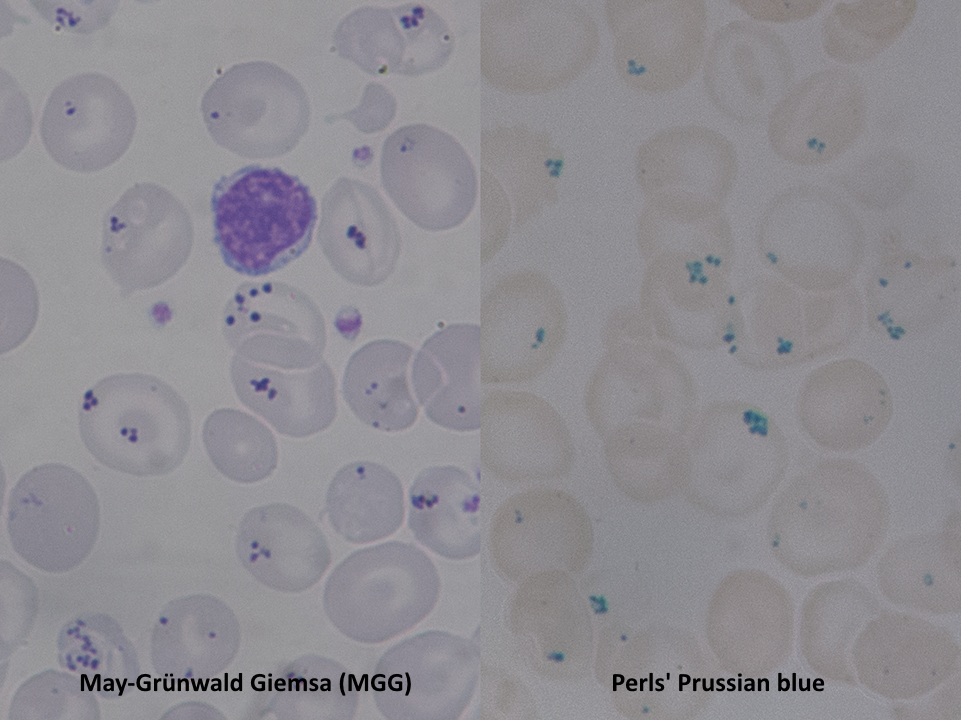
パッペンハイマー小体。左はメイ・グリュンワルド・ギムザ染色、右は鉄染色。

パッペンハイマー小体（パッペンハイマーしょうたい、(英）Pappenheimer bodies）とは、赤血球の細胞質にみられる、顆粒状に青く染まる、鉄を含む封入体である。

## 概要
パッペンハイマー小体とは、赤血球の細胞質にみられる、ロマノフスキー染色で顆粒状に青く染まる封入体であり、非ヘモグロビン鉄（ヘムと結合していない鉄）を含む。
鉄染色ではパッペンハイマー小体は鉄の存在を反映して青く染まる
一般に、鉄染色で染まる細胞内の顆粒状の構造物を鉄顆粒(英）siderotic granules、iron granules）と呼ぶ。
パッペンハイマー小体はロマノフスキー染色で染まる鉄顆粒である。
鉄顆粒／パッペンハイマー小体を含む赤血球は含鉄赤血球（(英）siderocyte）、同じく赤芽球は含鉄赤芽球、ないし、鉄芽球（(英）sideroblast）とよばれる。
健常人では、パッペンハイマー小体を含む赤血球は脾臓で処理されるため、末梢血ではほとんどみられない。パッペンハイマー小体が末梢血で増加するのは、脾臓摘出後など脾臓機能が低下する病態、および、各種の、鉄が過剰となる病態である。

## 生理的意義

### 赤血球系細胞の鉄代謝
血漿中の鉄はトランスフェリンに結合して輸送され、赤芽球の細胞膜のトランスフェリン受容体に結合して細胞内に取り込まれる。取り込まれた鉄は、ミトコンドリアおよび細胞質基質でヘム合成に使われ、最終的にヘモグロビンとなる。残余の鉄は、細胞質内の鉄貯蔵蛋白であるフェリチン、および、リソソーム内でフェリチンが分解して生成したヘモジデリン、の2つの形態をとる。

### 正常な鉄顆粒
健常人では、鉄染色により、一部の赤芽球に少数（1から4個程度）の鉄顆粒が認められる。これは、変性したフェリチンが凝集したもので、膜で囲まれていることもあり、シデロソーム（(英）siderosome）と呼ばれる。シデロソームはリソソームであることもよくあり、変性したミトコンドリアやリボソームなどの細胞内小器官を含むことがある。

### 病的な鉄顆粒
鉄欠乏性貧血などの血清中の鉄が低下（血清トランスフェリンの鉄飽和度が低下）するような疾患では、赤芽球中の鉄顆粒は減少する。逆に、溶血性貧血、巨赤芽球性貧血をはじめとする、血清鉄が上昇（血清トランスフェリンの鉄飽和度が上昇）するような疾患では、主にシデロソームからなる鉄顆粒は異常に増加し大きくなるが、細胞内に均等に分布している。
鉄芽球性貧血においては、ミトコンドリアでの鉄利用障害のため、鉄（フェリチン）が蓄積したミトコンドリアからなる病的な鉄顆粒が出現し、核の周辺に分布するようになる。これを環状鉄芽球という。環状鉄芽球内の鉄顆粒の大部分は鉄が蓄積したミトコンドリアである。
環状鉄芽球が末梢血にあらわれるのは稀であるが、その場合には異常鉄顆粒がパッペンハイマー小体として認められる。

## 関連する病態
パッペンハイマー小体が増える病態を以下にあげる。

### 脾臓の機能低下・脾臓摘出後
脾臓は、生理的に、パッペンハイマー小体を赤血球から除去し、また、パッペンハイマー小体を含む赤血球自体を除去する機能を果たしているためである。

### 赤血球形成異常（鉄利用障害を伴うもの）
鉄がうまく赤血球形成に利用されないタイプの貧血でパッペンハイマー小体がみられる。代表的なものをあげる。
- 鉄芽球性貧血
- 骨髄異形成症候群
- ヘモグロビン異常症[※ 4]（サラセミア、鎌状赤血球症など）
- 鉛中毒
- 巨赤芽球性貧血（ビタミンB12欠乏症、葉酸欠乏症、アルコール依存症など）

### 赤血球形成亢進による鉄吸収亢進
消化管からの鉄吸収は赤血球形成亢進に比例して増大する。一方で、過剰な鉄を体外に排泄する仕組みは存在しない。溶血性貧血など、造血が亢進しているが体外に鉄が失われない病態では、鉄の吸収が持続的に亢進するため鉄過剰状態となり、パッペンハイマー小体がみられる。

### 鉄過剰症
造血系の異常によらない鉄過剰症（遺伝性の鉄代謝異常であるヘモクロマトーシスなど）でもパッペンハイマー小体がみられる。

## 形態
パッペンハイマー小体は、塗抹標本では、通常、赤血球の周辺に分布する、複数の、小さな暗青色から紫色の顆粒状の封入体としてみとめられる。

### 類似の赤血球封入体
パッペンハイマー小体と、同様に青く染まる他の赤血球封入体との比較を下の表に示す。各封入体に関連する病態には重なりが大きい。確実にパッペンハイマー小体であることを証明するには鉄染色が必要である。
| 赤血球封入体           | 形態                                                                                   | 成分                      | 代表的な病態 |
| ---------------------- | -------------------------------------------------------------------------------------- | ------------------------- | --- |
| パッペンハイマー小体   | 多数の小さな暗青色から紫色の顆粒状の封入体、不均等に分布。                             | 非ヘモグロビン鉄          | 脾機能低下／脾摘出後、鉄過剰症、鉄芽球性貧血、骨髄異形成症候群、ヘモグロビン異常症、溶血性貧血、巨赤芽球性貧血、鉛中毒、など                                                     |
| 好塩基性斑点           | 青紫色をした点状の封入体、赤血球全体に均等に分布。微細な場合と粗大顆粒状の場合がある。 | リボソームの遺残物（RNA） | 鉛中毒、サラセミア、骨髄異形成症候群、化学療法後、ピリミジン-5'-ヌクレオチダーゼ欠損症、ヘモグロビン異常症、巨赤芽球性貧血、など。微細なものは造血亢進状態や健常人でもみられる。 |
| ハウエル・ジョリー小体 | 通常、単一の暗青色から紫色の顆粒。比較的大きい（赤血球径の10-20 %程度）、不均等に分布  | 核の遺残物（DNA）         | 脾機能低下／脾摘出後、造血亢進、骨髄異形成症候群、巨赤芽球性貧血、化学療法後 |

## 歴史
赤血球の中に、鉄染色で染まる顆粒をもつものが存在することは1941年頃から知られていたが、この段階では、鉄染色で染まる顆粒がロマノフスキー染色でも染まることは認識されていなかった
。
1945年に、米国の医師・病理学者であるアルウィン・マックス・パッペンハイマー（Alwin Max Pappenheimer）らが、脾臓摘出患者において、ロマノフスキー染色と鉄染色で染まる封入体をもつ赤血球がみられること、また、この封入体は好塩基性斑点赤血球やハウエル・ジョリー小体とは別のものであることを報告した
。